# Louise Schack Elholm
Louise Schack Elholm, född 26 oktober 1977 i Slagelse, Danmark, är en politiker (Venstre) och tidigare minister. Hon var 15 december 2022 till 23 november 2023 kyrkominister och minister för nordiskt samarbete i SVM-regeringen.
Elholm har suttit i Folketinget sedan 2007, invald i Sjællands storkrets. Under tiden där har hon representerat partiet i flera av folketingets utskott, bl.a. barn- och undervisningsutskottet och jämställdhetsutskottet. Hon har varit Venstres talesperson för bostäder och offentliga skolor.
Elholm tog en cand.polit.-examen vid Köpenhamns universitet 2006 och är gift folketingskollegan Torsten Schack Pedersen. De har två barn tillsammans